# Gerhard May (Theologe)
Gerhard Johannes Friedrich May (* 7. November 1940 in Cilli (Celje); † 8. August 2007 in Wien) war Professor für Kirchengeschichte an der Johannes Gutenberg-Universität Mainz. Sein Forschungsschwerpunkt lag in der Patristik.

## Leben und Wirken
Geboren als Sohn des gleichnamigen Pfarrers Gerhard May in der Untersteiermark im damaligen Jugoslawien (heute Slowenien), wuchs May in Wien auf, wo sein Vater seit 1944 als Bischof der Evangelischen Kirche Augsburgischen Bekenntnisses in Österreich amtierte. Nach dem Studium der Evangelischen Theologie in Wien, Heidelberg und Basel wurde er 1964 mit einer Arbeit über Gregor von Nyssa zum Dr. theol. promoviert und habilitierte sich 1972 in München. Von 1979 bis zu seiner Emeritierung im Jahre 2005 hatte er den Lehrstuhl für Alte Kirchengeschichte in Mainz inne. 1994 bis 2004 war er daneben Direktor der Abteilung für Abendländische Religionsgeschichte am Institut für Europäische Geschichte (Mainz). May wurde im Grab seines Vaters auf dem Baumgartner Friedhof (Gruppe E1, Nummer 97) in Wien bestattet.

## Schriften (Auswahl)
- als Herausgeber: Das Marburger Religionsgespräch 1529 (= Texte zur Kirchen- und Theologiegeschichte. 13) Mohn, Gütersloh 1970, ISBN 3-579-04438-9 (2. Auflage. ebenda 1979).
- Schöpfung aus dem Nichts. Die Entstehung der Lehre von der creatio ex nihilo (= Arbeiten zur Kirchengeschichte. 48). de Gruyter, Berlin u. a. 1978, ISBN 3-11-007204-1 (Zugleich: München, Universität, Habilitationsschrift, 1971: Die Entstehung der Lehre von der creatio ex nihilo.).
  - Creatio ex nihilo. The doctrine of „Creation out of Nothing“ in Early Christian Thought. Clark, Edinburgh 1994.
- als Herausgeber mit Geesche Hönscheid: Die Mainzer Augustinus-Predigten. Studien zu einem Jahrhundertfund (= Veröffentlichungen des Instituts für Europäische Geschichte, Mainz. Supplement. 59). von Zabern, Mainz 2003, ISBN 3-8053-3247-5.
- Markion. Gesammelte Aufsätze (= Veröffentlichungen des Instituts für Europäische Geschichte, Mainz. Supplement. 68). Herausgegeben von Katharina Greschat und Martin Meiser. von Zabern, Mainz 2005, ISBN 3-8053-3593-8.